# Petr Lokaj
Petr Lokaj je český pediatr a onkolog, který působí v Dětské nemocnici v Brně. Je jedním z průkopníků dětské paliativní péče v České republice. 

## Život
Na lékařské fakultě vystudoval obor pediatrie. Začínal na Klinice dětských infekčních nemocí, dále pracoval na oddělení anestezie a resuscitace. Od roku 2000 působí na Klinice dětské onkologie. Jeho hlavní pracovní náplní je podpůrná a intenzivní péče se zaměřením na léčbu bolesti, výživu a od roku 2008 i na paliativní péči. Spolupracuje s Nadačním fondem Krtek, pomáhal rozjet činnost jednoho z prvních dětských hospiců Ondrášek v Ostravě.

## Ocenění
- Avast Foundation Award 2017 (spolu s Ondřejem Slámou)[4]